# Palpita parvifraterna
Palpita parvifraterna là một loài bướm đêm trong họ Crambidae.